# بدفورد کورنرز (نیویورک)
بدفورد کورنرز (به انگلیسی: Bedford Corners) یک منطقهٔ مسکونی در ایالات متحده آمریکا است که در شهرستان وستچستر، نیویورک واقع شده‌است.